# Cotignac (tổng)
Tổng Cotignac là một tổng thuộc tỉnh Var trong vùng Provence-Alpes-Côte d'Azur.

## Địa lý
Tổng này được tổ chức xung quanh Cotignac trong quận Brignoles. Cao độ vùng này từ 95 m (Saint-Antonin-du-Var) đến 712 m (Cotignac) với độ cao trung bình 148 m.

## Các xã
Tổng Cotignac gồm 6 xã với dân số tổng cộng 7 354 người (điều tra dân số năm 1999, dân số không tính trùng).
| Xã                   | Dân số | Mã bưu chính | Mã insee |
| -------------------- | ------ | ------------ | -------- |
| Carcès               | 2 453  | 83570        | 83032    |
| Correns              | 661    | 83570        | 83045    |
| Cotignac             | 2 026  | 83570        | 83046    |
| Entrecasteaux        | 863    | 83570        | 83051    |
| Montfort-sur-Argens  | 869    | 83570        | 83083    |
| Saint-Antonin-du-Var | 482    | 83510        | 83154    |

## Thông tin nhân khẩu
| 1962                                                     | 1968  | 1975  | 1982  | 1990  | 1999  |
| -------------------------------------------------------- | ----- | ----- | ----- | ----- | ----- |
| 4 953                                                    | 5 224 | 5 119 | 5 684 | 6 450 | 7 354 |
| Nombre retenu à partir de 1962 : dân số không tính trùng |       |       |       |       |       |